# Communauté de communes du Haut Vallespir
Die Communauté de communes du Haut Vallespir ist ein französischer Gemeindeverband mit der Rechtsform einer Communauté de communes im Département Pyrénées-Orientales in der Region Okzitanien. Sie wurde am 31. Dezember 2004 gegründet und umfasst 14 Gemeinden. Der Verwaltungssitz befindet sich im Ort Arles-sur-Tech.

## Mitgliedsgemeinden
| Gemeinde                                 | Einwohner 1. Januar 2022 | Fläche km² | Dichte Einw./km² | Code INSEE | Postleitzahl |
| ---------------------------------------- | ------------------------ | ---------- | ---------------- | ---------- | ------------ |
| Amélie-les-Bains-Palalda                 | 3.553                    | 29,43      | 121              | 66003      | 66110        |
| Arles-sur-Tech                           | 2.805                    | 28,82      | 97               | 66009      | 66150        |
| Corsavy                                  | 247                      | 47,02      | 5                | 66060      | 66150        |
| Coustouges                               | 93                       | 16,86      | 6                | 66061      | 66260        |
| La Bastide                               | 62                       | 15,63      | 4                | 66018      | 66110        |
| Lamanère                                 | 54                       | 23,83      | 2                | 66091      | 66230        |
| Le Tech                                  | 97                       | 25,18      | 4                | 66206      | 66230        |
| Montbolo                                 | 179                      | 21,98      | 8                | 66113      | 66110        |
| Montferrer                               | 216                      | 21,95      | 10               | 66116      | 66150        |
| Prats-de-Mollo-la-Preste                 | 1.114                    | 145,09     | 8                | 66150      | 66230        |
| Saint-Laurent-de-Cerdans                 | 1.020                    | 45,08      | 23               | 66179      | 66260        |
| Saint-Marsal                             | 73                       | 15,36      | 5                | 66183      | 66110        |
| Serralongue                              | 243                      | 23,04      | 11               | 66194      | 66230        |
| Taulis                                   | 58                       | 6,19       | 9                | 66203      | 66110        |
| Communauté de communes du Haut Vallespir | 9.814                    | 465,46     | 21               | –          | –            |